# Mokok
Mokok (avar.: Мокъокъ (koroptev)) místně Nevo (cezsky: Нево (na křižovatce)) je obec v okresu Cunta v Dagestánu v Ruské federaci.

## Charakteristika obce
Počet obyvatel obce se v průběhu let mění kvůli vysoké migraci. Počet obyvatel se v 21. století se pohybuje mezi 600 až 700 obyvateli. Více než polovinu obyvatel tvoří děti. Národností jde o Cezy.
V roce 2017 postihl obec ničivý požár, po kterém zůstalo 500 lidí bez střechy nad hlavou.
Mokok leží na úpatí jednoho z bočních hřebenů hřebenu Kirioti nad řekou Metluda. Obec se nachází ve výšce 1615 m n. m. Před požárem byla v obci pošta, sportovní hala, knihovna. Jednou z mála budov, která požár přežila byla škola. Budova školy je však dlouhodobě v havarijním stavu. Dostupnost obce je komplikovaná kvůli vysokohorským podmínkám v zimních měsících a častým sesuvům půdy v letních měsících.
V obci a její blízkosti se nachází několik strážních, obranných věží a historický hřbitov. Přírodní lokalita Čekuch. Před požárem zde byla mešita s minaretem. V obci má památník Imám Šamil.